# IC 3794
IC 3794 је појединачна звијезда у сазвјежђу Береникина коса која се налази на листи објеката дубоког неба у Индекс каталогу.
Деклинација објекта је + 19° 10' 10" а ректасцензија 12h 48m 21,4s.